# Нобелівський комітет з фізики

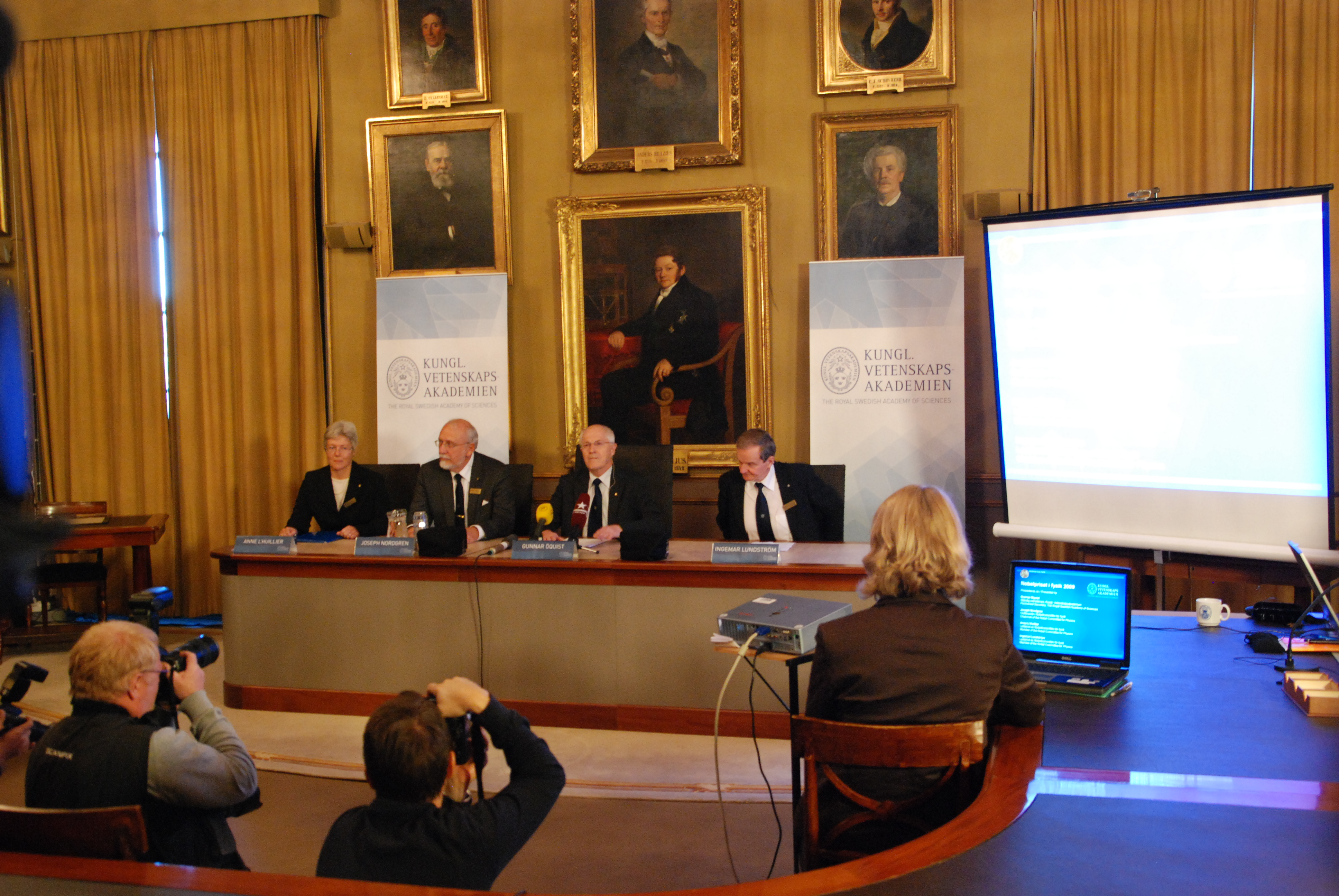
Об'явлення Нобелівського лауреату з фізики 2009 року

Нобелівський комітет з фізики — Нобелівський комітет відповідальний за висунення лауреатів на отримання Нобелівської премії з фізики. Комітет призначається Шведською королівською академію наук. Нобелівський комітет з фізики зазвичай складається зі шведських професорів фізики, які є членами академії, хоча, в принципі, академія може призначити членом комітету будь-кого.
Комітет — лише робочий орган, що не має права ухвалювати рішення щодо присудження премій. Кінцеве рішення про присудження Нобелівської премії з фізики приймається самою Шведською королівською академію наук, після попереднього обговорення в фізичному відділі академії.

## Нинішні члени
Нинішні члени комітету:
- Інґеман Лундштрьом, голова
- Ларс Брінк
- Бьор'є Йоханссон
- Бйорн Джонсон
- Анне Л'Хуіллір